# Sulfonilsečnina
Sulfonílsečníne (tudi sulfonílurêje) so skupina peroralnih antidiabetikov z arilsulfonilsečninskim fragmentom v svoji kemijski zgradbi, ki pospešujejo sproščanje inzulina, povečujejo število inzulinskih receptorjev in njihovo afiniteto (sposobnost vezave) za inzulin, znižujejo koncentracijo glukagona v serumu in zavirajo glukoneogenezo v jetrih. Mednje spadata na primer glibenklamid in klorpropamid.

## Predstavniki
Danes je poznanih že veliko predstavnikov sulfonilsečnin, prva v klinični uporabi pa sta bila tolbutamid in klorpropamid. Novejše učinkovine, imenovane sulfonilsečnine druge generacije, imajo večjo jakost (delujejo v manjših odmerkih), vendar njihov maksimalni hipoglikemični učinek ni večji in neuspehov zdravljenja ni manj kot pri tolbutamidu.

### Prva generacija[5]
- acetoheksamid
- klorpropamid
- tolbutamid
- tolzamid

### Druga generacija[5]
- glibenklamid (gliburid)
- glipizid
- glimepirid
- gliklazid[4]

## Indikacije
Sulfonilsečnine se uporabljajo za zdravljenje sladkorne bolezni tipa 2. Med peroralnimi antidiabetiki je sicer zdravilo izbora po navadi metformin. To še posebej velja za tiste bolnike, ki imajo preveliko telesno težo. Sulfonilsečnine se dodajo k metforminu, ko le-ta v monoterapiji ne zadošča za optimalno urejenost glikemije. V monoterapiji se uporabijo v primeru kontraindikacij za metformin ali stranskih učinkov po metforminu. Pri sladkornih bolnikih, ki imajo normalno telesno težo, se lahko dajejo tudi kot zdravilo izbora, namesto metformina.

## Mehanizem delovanja
Glavni mehanizem delovanja je njihov učinek na celice beta Langerhansovih otočkov, s čimer spodbudijo izločanje inzulina iz teh celic in posledično povzročijo znižanje ravni krvnega sladkorja. Receptorji z visoko afiniteto za sulfonilsečnine se nahajajo na kalijevih kanalčkih, občutljivih na ATP, v plazemskih membranah celic beta. Sulfonilsečnine zavirajo prepustnost membrane za kalijeve ione, s tem povzročijo depolarizacijo, vstop kalcijevih ionov v celice in posledično se iz celic sprosti inzulin. Po dolgotrajnejši uporabi sulfonilsečnin se poveča tudi občutljivost tkiv za inzulin, vendar mehanizem tega učinka ni poznan.

## Neželeni učinki
Več neželenih učinkov povzročajo sulfonilsečnine prve generacije (npr. tolbutamid, klorpropamid), zato se danes uporabljajo redko. Vse sulfonilsečnine lahko povzročijo hiperinzulinemijo in povečanje telesne mase za 2 do 5 kg ter hipoglikemijo.